# Лапшин, Владимир Ильич (физик)
Влади́мир Ильи́ч Лапши́н (укр. Володи́мир Іллі́ч Лапши́н; 9 марта 1948 — 12 октября 2018) — советский и украинский физик, педагог, специалист по физике плазмы, а также применению математических моделей в экономике. Генеральный директор ННЦ ХФТИ (1996—2004), декан физико-технического факультета Харьковского национального университета (1987—1996), заведующий кафедрой общей и прикладной физики (1991—1996, 1999—2006). Лауреат Государственной премии Украины в области науки и техники (2002).

## Биография
Владимир Ильич Лапшин родился в Харькове 9 марта 1948 года.
В 1972 году окончил Харьковский государственный университет.
Работал в Харьковском физико-техническом институте и на физико-технического факультета Харьковского университета. Исследовал нелинейные процессы в лабораторной и солнечной плазме, распространение электромагнитных волн в плазме.
В 1987—1996 годах декан физико-технического факультета Харьковского национального университета, в 1991—1996 годах также заведовал кафедрой общей и прикладной физики на физико-техническом факультете.
В 1992 году защитил докторскую диссертацию, в 1994 году присвоено учёное звание профессора.
В 1996 году перешел в ННЦ ХФТИ на должность генерального директора и одновременно директора Института физики плазмы. Занимал должность генерального директора ННЦ ХФТИ до 2004 года, а директора Института физики плазмы — до 2006 года.
В 2002 году получил Государственную премию Украины в области науки и техники за цикл научных работ «Эффекты коллективизации состояний и корреляции при дифракции и диффузном рассеянии, каналюванні и излучении высокоэнергетических квазичастиц в кристаллах с дефектами». В 1999—2006 снова был заведующим кафедры общей и прикладной физики физико-технического факультета ХНУ.
В 2006 году Лапшин был обвинен в убийстве своего коллеги и товарища Владимира Бориско. Оба ученых были в Киеве на международном конгрессе. Вечером накануне конгресса к приемной отеля, где они остановились, позвонили со словами: «Вызовите, пожалуйста, скорую… Я здесь человека зарезал!..» Бориско был найден с пятью ножевыми ранениями и скончался через несколько часов. Лапшин был задержан на месте происшествия. Сначала ему была инкриминирована статья «умышленное убийство», но потом заменена на «превышение пределов самообороны».
В том же 2006 году Лапшин был уволен с должности директора Института физики плазмы и заведующего кафедрой общей и прикладной физики. В 2006—2007 годах он работал в ННЦ ХФТИ в должности главного научного сотрудника.
В 2008—2009 годах профессор кафедры программного обеспечения Харьковского филиала Международного Соломонова университета, с 2009 — профессор кафедры экономико-математических методов и информационных технологий Харьковского института финансов Украинского университета финансов и международной торговли.
Соавтор монографий «Реформирование бюджетной системы Украины на инновационной основе» (2010) и «Местные бюджеты в условиях кризисных явлений и реформирования» (2011).

## Награды и звания
- Заслуженный деятель науки и техники Украины (1998)[2]
- Государственная премия Украины в области науки и техники (2002)[3]